# Monica Knudsen
Monica Knudsen, född den 25 mars 1975 i Arendal i Norge, är en norsk fotbollstränare och före detta fotbollsspelare som för tillfället tränar Vålerenga i Toppserien. Som spelare så spelade Knudsen som mittfältare och spelade bland annat 87 landskamper med det Norska landslaget mellan 1996 och 2003.
Knudsen var med i Europamästerskapet 1997 som hölls i Norge och Sverige och var även med i det norska laget som slutade fyra i världsmästerskapet1999. Säsongerna 1998 och 1999 blev hon norsk mästare i fotboll med klubben Asker Fotball.
Vid OS i Sydney 2000 blev Knudsen tillsammans med landslaget olympiska mästare. I finalen så var Knudsen med i startelvan men blev utbytt under extratiden.
Vid slutet av säsongen 2009 blev Knudsen utsedd till huvudtränare för LSK Kvinner FK.

### Fotnoter
1. ↑  ”Knudsen Monica” (på engelska). FIFA. Arkiverad från originalet den 17 juni 2000. https://web.archive.org/web/20000617212252/http://wwc99.fifa.com/english/individuals/player170906.html. Läst 3 mars 2015.
2. ↑  ”GULLJENTA FRA FEVIK” (på norska). 5 november 2000. Arkiverad från originalet den 9 oktober 2014. https://web.archive.org/web/20141009031431/http://home.online.no/~trygvehn/monica_knudsen.htm. Läst 3 mars 2015.
3. ↑  ”Norges VM-tropp” (på norska). VG. http://www.vg.no/sport/fotball/fotball-vm-kvinner-1999/norges-vm-tropp/a/1522572/. Läst 3 mars 2015.
4. ↑  ”2000 Summer Olympics”. databaseolympics.com. Arkiverad från originalet den 11 augusti 2012. https://web.archive.org/web/20120811080748/http://www.databaseolympics.com/games/gamessport.htm?g=25&sp=SOC. Läst 3 mars 2015.
5. ↑  ”Monica Knudsen vant OL-gull”. NRK. 28 september 2000. http://www.nrk.no/sorlandet/monica-knudsen-vant-ol-gull-1.312208. Läst 3 mars 2015.